# Chandigarh (stad)
Chandigarh is een stad in het noorden van India. Het heeft een unieke status door hoofdstad te zijn van twee Indiase deelstaten (Punjab en Haryana), en tegelijk tot geen van beide gebieden te behoren. In plaats daarvan vormt de stad het afzonderlijke unieterritorium Chandigarh. De stad had 808.796 inwoners tijdens de volkstelling in 2001. Chandigarh ligt ongeveer 250 kilometer ten noorden van de Indiase hoofdstad New Delhi.

## Geschiedenis
Nadat de Punjab in 1947 in een Pakistaans en Indiaas deel was gesplitst, had de nieuwe Indiase staat geen hoofdstad, omdat Lahore, de hoofdstad van de Punjab, onderdeel was geworden van Pakistan. Na eerst bestaande steden overwogen te hebben als hoofdstad, werd besloten om een nieuwe hoofdstad te bouwen en in 1953 werd Chandigarh gesticht. De wereldberoemde architect Le Corbusier is verantwoordelijk geweest voor het ontwerp van de stad, die uit allerlei kleine ministeden bestaat met kleine zelfverzorgende centra met markten, tempels en scholen op loopafstand van alle woningen.
Tijdens de 40e sessie van de Commissie voor het Werelderfgoed gehouden in Istanboel werd dit stadsontwerp en de kenmerkende bouwwerken van Le Corbusier in de stad en meer specifiek het hoofdstedelijk gebouwencomplex van Chandigarh samen met een aantal andere van zijn meest markante constructies onder de noemer van het architecturaal werk van Le Corbusier op 17 juli 2016 erkend als UNESCO werelderfgoed en toegevoegd aan de werelderfgoedlijst.
Nadat in 1966 de nieuwe staat Haryana uit het Hindi-sprekende deel van de staat Punjab was gevormd, werd Chandigarh ook de hoofdstad van Haryana. Hiervoor kreeg het de status van een unieterritorium.

## Bevolking
De stad is bekend om haar hoge graad van scholing, met een alfabetismecijfer van 97%. De bevolking bestaat vooral uit hindoes (78,6%) en herbergt ook sikhs (16,1%) en moslims (4%).

## Bekende inwoners van Chandigarh

### Geboren
- Sabeer Bhatia (1968), ondernemer
- Jeev Milkha Singh (1971), golfer
- Gul Panag (1979), actrice en Miss India 1999
- Ayushmann Khurrana (1984), acteur, zanger en presentator
- Aparshakti Khurana (1987), acteur

### Overleden
- Nek Chand (1924-2015), architect en stedenbouwkundige
- Milkha Singh (1935-2021), atleet

### Woonachtig (geweest)
- Yami Gautam (1988), actrice
- Harnaaz Sandhu (2000), model, actrice en Miss Universe 2021

## Galerij

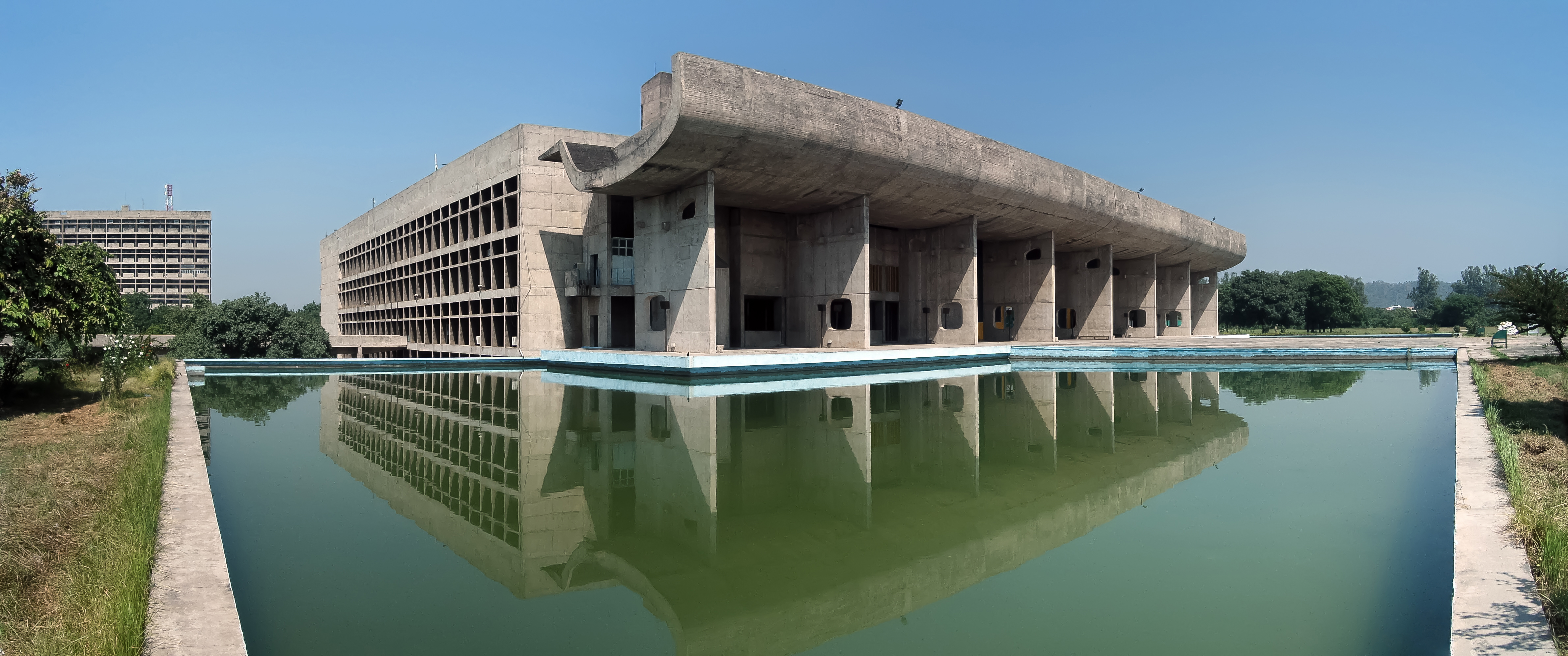
Palace of Assembly
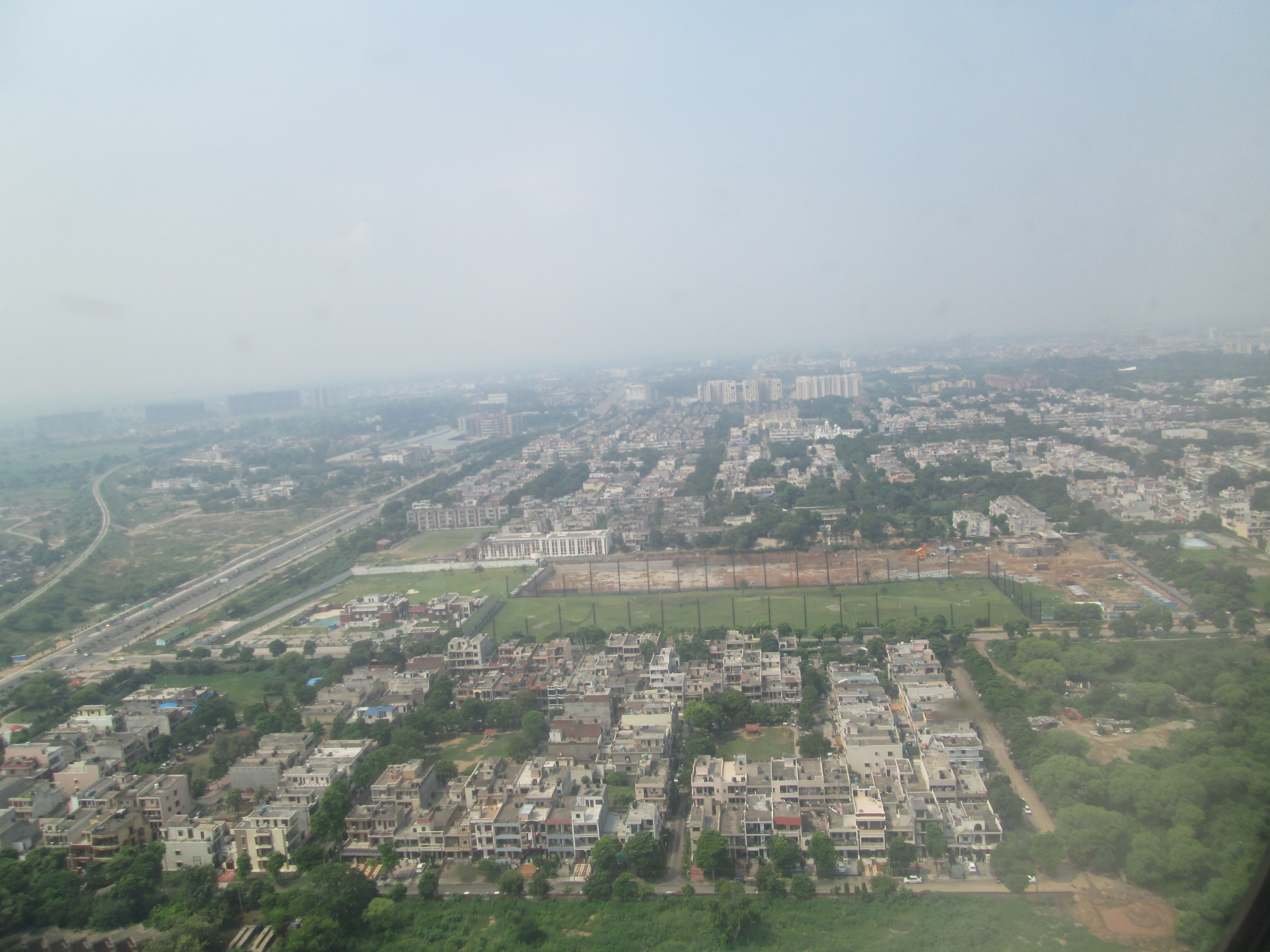
Uitzicht op Chandigarh
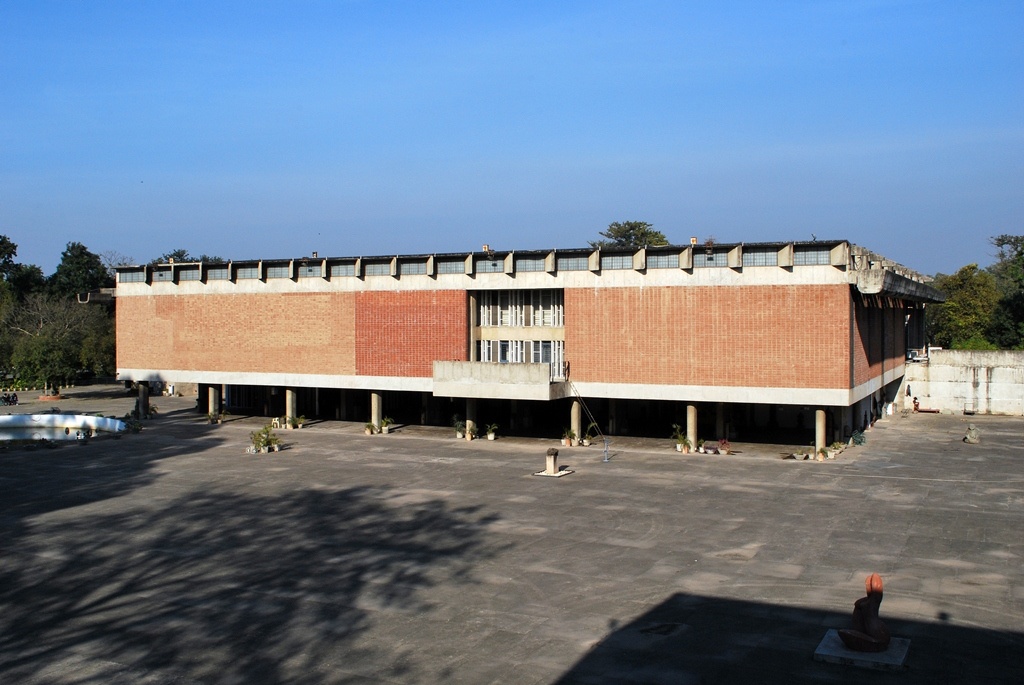
Government Museum and Art Gallery